# Leptanilla besucheti
Leptanilla besucheti är en myrart som beskrevs av Baroni Urbani 1977. Leptanilla besucheti ingår i släktet Leptanilla och familjen myror. Inga underarter finns listade i Catalogue of Life.